# IC 3714
IC 3714 ist eine Balken-Spiralgalaxie vom Hubble-Typ SBab im Sternbild Jungfrau auf der Ekliptik. Sie ist schätzungsweise 402 Millionen Lichtjahre von der Milchstraße entfernt und hat einen Durchmesser von 95.000 Lichtjahren. Unter der Katalognummer VCC 1997 wird sie als Mitglied des Virgo-Galaxienhaufens aufgeführt, ist dafür jedoch zu weit entfernt.
Im selben Himmelsareal befinden sich u. a. die Galaxien IC 3686, IC 3690, IC 3724, IC 3732.
Das Objekt wurde am 10. Mai 1904 von Royal Harwood Frost entdeckt.